# Агеенко, Николай Иванович
Аге́енко Никола́й Ива́нович (22 ноября 1930, город Чернигов — 25 февраля 2012) — украинский советский и партийный деятель, депутат Верховного Совета УССР 11-го созыва. Член Ревизионной Комиссии КПУ в 1976—1986 годах.

## Биография
Родился в семье военного. В 1951 году окончил Херсонское мореходное училище.
Член КПСС с 1954 года.
В 1957 году окончил Одесское высшее мореплавательное училище.
В 1957 году — начальник цеха Балхаш-Илийских судоремонтных мастерских Казахской ССР.
Вернувшись на Украину, с сентября 1957 года работал старшим инженером Черниговской лаборатории государственного надзора за стандартами и измерительной техникой.
С апреля 1959 года — инженер, начальник цеха, заместитель главного инженера, заместитель директора Черниговского комбината химического волокна. С 1969 года — директор Черниговского комбината химического волокна. Под его руководством предприятие первым в СССР изготавливало анидное волокно, аналог нейлона.
Декабрь 1973 года — март 1981 года — 1-й секретарь Черниговского городского комитета КПУ Черниговской области.
В 1981 году заочно окончил Академию общественных наук при ЦК КПСС.
Март 1981 года — декабрь 1988 года — 2-й секретарь Черниговского областного комитета КПУ. Участник ликвидации аварии на ЧАЭС в 1986 году.

## Награды
В 1976 году награждён орденом Ленина. Также был награждён тремя орденами Трудового Красного знамени, двумя почетными грамотами Президиума Верховного Совета Украинской ССР. Награждён в 1977 году золотой медалью, в 1968 году серебряной медалью.